# Zaharia Stancu
Zaharia Stancu (5. října 1902 Salcia – 5. prosince 1974 Bukurešť) byl rumunský spisovatel a publicista.
Narodil se v chudé vesnické rodině v oblasti Teleorman, od dětství fyzicky pracoval. Pak vystudoval literaturu a filosofii na Bukurešťské univerzitě, byl úředníkem a redaktorem. Publikoval v časopisech Gândirea, Azi a Lumea Românească. V roce 1927 mu vyšla první sbírka básní, za kterou dostal cenu Společnosti rumunských spisovatelů. Významná byla antologie moderní rumunské poezie, kterou sestavil v roce 1934. Zastával levicové a prosovětské názory, za druhé světové války byl vězněn v táboře v Târgu Jiu.
Po válce vstoupil do Komunistické strany Rumunska, stal se ředitelem Národního divadla v Bukurešti a členem Rumunské akademie. V roce 1948 vydal svůj nejznámější román Bosý (Desculț), odehrávající se za rolnického povstání v roce 1907. Kniha byla označena za vzorové dílo socialistického realismu, v komunistickém Rumunsku se stala povinnou četbou a byla přeložena do čtyřiadvaceti jazyků. Úspěšný byl také román vycházející z autorových vzpomínek na první světovou válku Hra se smrtí, který v roce 1976 zfilmoval Andrei Blaier.
V roce 1950 se Stancu dostal do rozepří s Nicolae Ceaușescem, byl obviněn ze spolupráce s královskou policií a vyloučen ze strany. V roce 1964 byl přijat zpět a stal se poslancem Velkého národního shromáždění a předsedou Svazu rumunských spisovatelů. V roce 1971 mu byla udělena Herderova cena.
Po roce 1989 byl Stancu často odsuzován jako představitel komunistické propagandy, nová generace kritiků však uznává literární hodnotu jeho tvorby, především poezie z předválečného období.
Jeho syn Horia Stancu byl také spisovatelem.

## Dílo
- Bosý
- Cikánský tábor
- Milostné léto
- Hra se smrtí
- Květy země
- Costandina
- Jak jsem tě miloval
- Šílený les